# Спорофит
Спорофит је диплоидна вишећелијска фаза у животном циклусу биљке или алге. Развија се из зигота произведеног када је хаплоидна јајна ћелија оплођена хаплоидном сперматичном ћелијом. Све копнене биљке и већина вишећелијских алги имају животне циклусе у којима се вишећелијска диплоидна спорофитна фаза наизменично алтернира са вишећелијском хаплоидном фазом гаметофита. Маховине имају спорофит који не врши фотосинтезу, или је не врши у довољној мери, те је за исхрану зависан од гаметофита као доминантне фазе. У семењачама (голосеменицама и скривеносеменицама) спорофит је доминантија фаза од гаметофита и то је свима позната зелена биљка са кореном, стаблом, листовима. Код семеница је гаметофит врло редуковане величине, а представљен је исклијалим поленовим зрном и семеним заметком . 
Спорофит продукује споре (отуда и назив) процесом мејозе. Настале мејоспоре се развијају у гаметофит. И споре и гаметофит, који из њих израста, су хаплоидни, што значи да имају само један сет хромозома. Зрели гаметофит у процесу митозе ствара мушке и/или женске гамете. Оплођењем се ствара диплоидни зигот, који се развија у нови спорофит. Овај циклус је познат као смена генерација или смена једрових фаза.  Већина алги има гаметофит као доминантну генерацију, али су од неких врста гаметофит и спорофит морфолошки слични (изоморфни). 
Зрели гаметофит производи мушке или женске гамете (или обоје) митозом. Фузија мушких и женских гамета производи диплоидни зигот која се развија у нови спорофит. Овај циклус је познат као смена генерација или смена фаза. Пошто је ова карактеристика животног циклуса за неговање ембриона заједничка за све копнене биљке, оне су заједно познате као ембриофити.
Већина алги има доминантне генерације гаметофита, али код неких врста гаметофити и спорофити су морфолошки слични (изоморфни). Независни спорофит је доминантна форма у свим ликоподама, коњским реповима, папратима, голосеменицама и критосеменчицама које су преживеле до данас. Ране копнене биљке су имале спорофите који су производиле идентичне споре (изоспорне или хомоспорне), али су преци голосеменица развили сложене хетероспорне животне циклусе у којима су споре које производе мушке и женске гаметофите биле различите величине, при чему су женске мегаспоре биле веће и мање бројне, него мушке микроспоре.
Током девонског периода неколико биљних група независно је еволуирало хетероспорију, а потом и навику ендоспорије, у којој се гаметофити развијају у минијатуризованом облику унутар зида спора. За разлику од егзоспорних биљака, укључујући модерне папрати, гаметофити разбијају зид спора приликом клијања и развијају се изван њега. Мегагаметофити ендоспоричних биљака као што су семенске папрати развили су се у спорангији родитељског спорофита, производећи минијатурни вишећелијски женски гаметофит комплетан са женским полним органима, или архегонијом. Јајне ћелије су оплођене у архегонијама слободно пливајућом флагелатним спермом произведеним од стране минијатуризованих мушких гаметофита који се преносе ветром у облику пре-полена. Добијени зигот се развио у следећу генерацију спорофита док је још увек задржан унутар пре-овуле, једне велике женске мејоспоре или мегаспоре садржане у модификованом спорангијуму или нуцелусу родитељског спорофита. Еволуција хетероспорије и ендоспорије били су међу најранијим корацима у еволуцији семена које данас производе голосеменке и критосеменице. Сматра се да рРНК гени измичу глобалној машинерији метилације у бриофитима, за разлику од семених биљки.